# Xiphocolaptes
Xiphocolaptes es un género de aves paseriformes perteneciente a la subfamilia Dendrocolaptinae de la familia Furnariidae. Agrupa a especies nativas de la América tropical (Neotrópico), donde se distribuyen desde el sur de México a través de América Central y del Sur hasta el centro norte de Argentina. A sus miembros se les conoce por el nombre popular de trepatroncos o trepadores.  

## Etimología
El nombre genérico masculino «Xiphocolaptes» se compone de las palabras del griego «ξιφος xiphos»: espada, y «κολαπτης kolaptēs»:  picoteador», en referencia al género Colaptes.

## Características
El presente es un grupo de trepatroncos muy grandes que miden entre 28 y 31,5 cm de longitud, encontrados principalmente en bosques húmedos y montanos, con excepción de X. major que prefiere bosques caducifolios; así como con los del género Hylexetastes, todas las especies son alopátricas. Sus picos son robustos, largos y algo curvos. son arborícolas y sus largas colas rígidas tienen astas expuestas que usan como apoyo para subir troncos y ramas, como pájaros carpinteros.

## Taxonomía
El taxón X. carajaensis fue recientemente descrito y no es reconocido por la mayoría de las clasificaciones,  que lo consideran la subespecie Xiphocolaptes promeropirhynchus carajaensis, con excepción del Comité Brasileño de Registros Ornitológicos (CBRO) que lo reconoce como especie plena desde 2014.

## Lista de especies
Según las clasificaciones del Congreso Ornitológico Internacional (IOC) y Clements Checklist v.2018 este género agrupa a las siguientes especies, con el respectivo nombre popular de acuerdo con la Sociedad Española de Ornitología (SEO), u otro cuando referenciado:
| Imagen | Nombre científico                             | Autor                                 | Nombre común             | EC (*) |
| ------ | --------------------------------------------- | ------------------------------------- | ------------------------ | ------ |
|        | Xiphocolaptes promeropirhynchus               | (Lesson), 1840                        | trepatroncos picofuerte  | LC     |
|        | Xiphocolaptes (promeropirhynchus) carajaensis | Cardoso da Silva, Novaes & Oren, 2002 | trepatroncos de Carajás  | NE     |
|        | Xiphocolaptes albicollis                      | (Vieillot), 1818                      | trepatroncos gorgiblanco | LC     |
|        | Xiphocolaptes falcirostris                    | (Spix), 1824                          | trepatroncos bigotudo    | VU     |
|        | Xiphocolaptes major                           | (Vieillot), 1818                      | trepatroncos colorado    | LC     |

(*) Estado de conservación